# Шахтна підіймальна машина

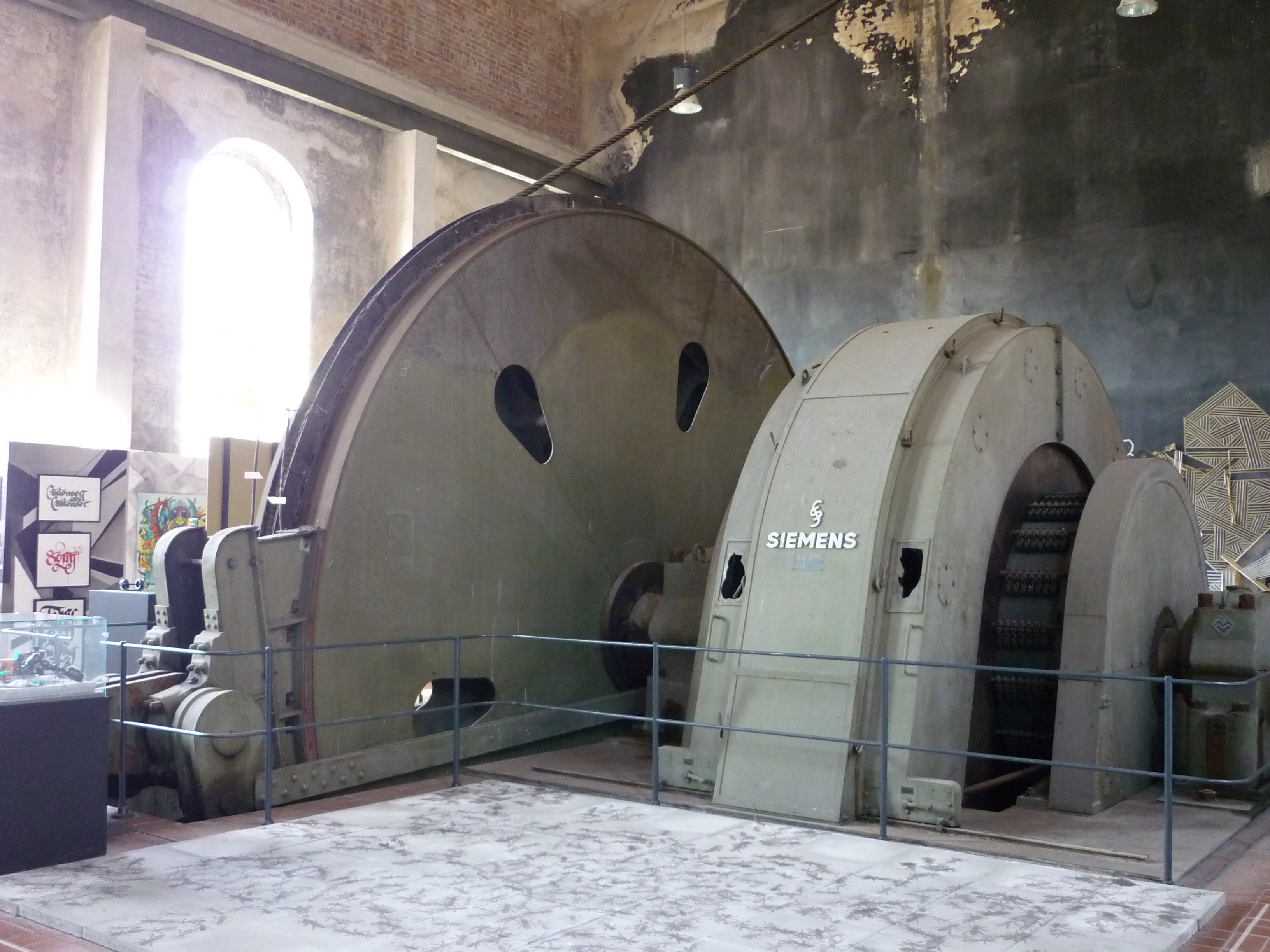
Шахтна підіймальна установка.

Шахтна підіймальна машина – основна частина шахтної підіймальної установки; призначена для обладнання вертикальних і похилих підіймальних установок вугільних шахт і рудників. П.м.ш. поділяються на: однобарабанні, двобарабанні з ведучим шківом тертя та багатоканатні. 
О д н о б а р а б а н н і Ш.п.м. призначені для роботи з одного горизонту з навивкою лівого і правого канатів на один барабан і для однокінцевих підйомів з противагою. Використовуються на шахтах і рудниках невеликої продуктивності і глибини (до 400 м).
Д в о б а р а б а н н і Ш.п.м. мають велику канатоємність і можуть обслуговувати дек. горизонтів. 
Найпрогресивніші б а г а т о к а н а т н і Ш.п.м., які мають ряд істотних переваг у порівнянні з одноканатними барабанними: менший діаметр підіймальних канатів і канатного шківа, компактність і малі розміри, можливість підйому великих вантажів (до 60 т) з глибини до 1500 – 2000 м і ін. Завдяки цьому вони широко використовуються у вугільній і рудній промисловості всього світу.

## Елементи машини
Корінна частина підйомної (підіймальної) машини – основна частина підіймальної машини, являє собою двоопірний вал з органами навивки підйомного каната або ведучим шківом тертя.